# Усс Степан Миколайович
Степа́н Микола́йович Усс (9 серпня 1978, Градизьк — 29 серпня 2014,Новокатеринівка, Старобешівський район, Донецька область) — старшина Збройних сил України, фельдшер, операційний брат медичної роти 93-ї гвардійської окремої механізованої бригади, учасник російсько-української війни.

## Короткий життєпис
Народився 1978 в Градизьку (також вказується Кременчук). Зростав із сестрами Людмилою та Кірою. У 1980—1990-х роках разом з родиною мешкав у місті Урай Ханти-Мансійського автономного округу. Ходив до музичної школи, грав на піаніно, займався дзюдо. 1993 року закінчив 9 класів ЗОШ № 25 міста Кременчука. Випускник 1996 року Кременчуцького медичного коледжу ім. В. І. Литвиненка. Пройшов строкову службу на посаді фельдшера у внутрішніх військах спеціального призначення — підрозділ «Барс» у Києві (1996—1998 рр.).
Після демобілізації почав працювати вантажником на підприємстві «Кленовий лист», пройшов підготовку та здобув кваліфікацію станочника-деревообробника. Працював різноробом, столяром. Двічі одружений — від першого шлюбу син Данило 2001 р.н., в другому шлюбі — син Олександр 2012 р.н.
Мобілізований 5 квітня 2014 року та направлений у зону бойових дій. Операційний медбрат медичної роти 93-ї бригади. Пройшов кілька «гарячих» точок, серед них — бої за Луганськ. Побував у відпустці, під час якої підліковувався (лікарі констатували передінфарктний стан), та повернувся в розташування частини. 19 серпня 10 медбратів 93-ї роти вирушили під Іловайськ.
Загинув внаслідок обстрілу українських військ поблизу Іловайська під час виходу з оточення на дорозі біля села Новокатеринівка. Про загибель С. М. Усса розповіли бойові товариші: автомобіль з пораненими бійцями потрапив під мінометний обстріл та перекинувся. Степана сильно пошматувало, медбрат Федір Романов постраждав менше, тому до останнього тягнув на собі побратима. Коли їх оточили росіяни, Федір підірвав гранату.
2 вересня 2014-го тіло Степана Усса разом з тілами 87 інших загиблих у Іловайському котлі привезено до запорізького моргу. Упізнаний бойовими товаришами та родичами.
Залишились дружина та сини.
9 вересня 2014-го похований у селищі Градизьк поряд з місцем останнього спочинку його бабці.

## Нагороди та вшанування пам'яті
- За особисту мужність і героїзм, виявлені у захисті державного суверенітету та територіальної цілісності України, вірність військовій присязі під час російсько-української війни, 15 травня 2015 року нагороджений орденом «За мужність» III ступеня (посмертно)[2]
- Рішенням Полтавської обласної ради від 21 жовтня 2015 року нагороджений відзнакою «За вірність народу України» І ступеня (посмертно).
- 7 квітня 2015 року біля храму, розташованого на території компанії «Лукас», на стелі «Слава Героям» відкриті меморіальні дошки колишнім працівникам компанії, котрі загинули в АТО. Серед них і меморіальна дошка С. М. Уссу.
- 15 червня 2016 року на будівлі Кременчуцького медичного коледжу ім. В. І. Ливиненка, справа від головного входу, поряд з меморіальною дошкою директору коледжу Литвиненку В. І. відкрита меморіальна дошка колишньому випускникові Уссу Степану Миколайовичу. Меморіальну дошку відкривали сестра Степана — Людмила Боталова, випускниця коледжу та його одногрупниця Юлія Лиманець і кращий студент коледжу Костянтин Герцек.[3][4][5][6]
- 19 жовтня 2017 року на будівлі Кременчуцького навчально-виховного комплексу «Загальноосвітня школа І ступеня — колегіум» № 25 відкрито меморіальну дошку загиблому бійцю АТО Уссу Степану Миколайовичу[7]
- Його портрет розміщений на меморіалі «Стіна пам'яті полеглих за Україну» у Києві: секція 3, ряд 9, місце 29
- Вшановується 29 серпня на щоденному ранковому церемоніалі вшанування українських захисників, які загинули цього дня у різні роки внаслідок російської збройної агресії[8]
- Іловайський Хрест (посмертно)